# Episodi di Matt Houston (prima stagione)
La prima stagione della serie televisiva Matt Houston è stata trasmessa in anteprima negli Stati Uniti d'America dalla ABC tra il 26 settembre 1982 e il 24 aprile 1983.
| nº | Titolo originale              | Titolo italiano | Prima TV USA      | Prima TV Italia |
| -- | ----------------------------- | --------------- | ----------------- | --------------- |
| 1  | X-22                          |                 | 26 settembre 1982 |                 |
| 2  | Stop the Presses              |                 | 3 ottobre 1982    |                 |
| 3  | Deadly Fashion                |                 | 17 ottobre 1982   |                 |
| 4  | Killing Isn't Everything      |                 | 24 ottobre 1982   |                 |
| 5  | Who Would Kill Ramona?        |                 | 31 ottobre 1982   |                 |
| 6  | Recipe for Murder             |                 | 7 novembre 1982   |                 |
| 7  | Shark Bait                    |                 | 21 novembre 1982  |                 |
| 8  | The Kidnapping                |                 | 28 novembre 1982  |                 |
| 9  | Joey's Here                   |                 | 5 dicembre 1982   |                 |
| 10 | The Good Doctor               |                 | 12 dicembre 1982  |                 |
| 11 | The Rock and the Hard Place   |                 | 2 gennaio 1983    |                 |
| 12 | The Purrfect Crime            |                 | 9 gennaio 1983    |                 |
| 13 | The Yacht Club Murders        |                 | 16 gennaio 1983   |                 |
| 14 | Whose Party Is It Anyway?     |                 | 23 gennaio 1983   |                 |
| 15 | Get Houston                   |                 | 20 febbraio 1983  |                 |
| 16 | The Visitors                  |                 | 27 febbraio 1983  |                 |
| 17 | Here's Another Fine Mess      |                 | 6 marzo 1983      |                 |
| 18 | The Beverly Woods Social Club |                 | 13 marzo 1983     |                 |
| 19 | The Showgirl Murders          |                 | 20 marzo 1983     |                 |
| 20 | Fear for Tomorrow             |                 | 3 aprile 1983     |                 |
| 21 | A Deadly Parlay               |                 | 10 aprile 1983    |                 |
| 22 | A Novel Way to Die            |                 | 17 aprile 1983    |                 |
| 23 | The Hunted                    |                 | 24 aprile 1983    |                 |